# Actinote lapitha
Actinote lapitha är en fjärilsart som beskrevs av Otto Staudinger 1885. Actinote lapitha ingår i släktet Actinote och familjen praktfjärilar. Inga underarter finns listade i Catalogue of Life.